# ОШ „Петар Кочић” Сјенина Ријека
Основна школа „Петар Кочић” једна је од основних школа у Сјенини Ријеци. Налази се у улици Сјенина Ријека бб. Име је добила по писцу Петру Кочићу.

## Историјат
Основна школа „Петар Кочић” је изграђена 1960. године, а основана 18. августа 1961. на основу члана 123. Закона о основном образовању у основној школи (Службени лист НР БиХ, број 25/59) и члана 25. Статута општине Добој, када је Народни одбор општине Добој на сједници Општинског вијећа донео рјешење о формирању школе у Сјенини Ријеци и припојавању основних школа Порјечје, Сјенина и Палежница њој. На основу члана 119. Закона о основној школи (Службени лист НР БиХ, број 25/59), Савјет за просвјету Народног одбора општине Добој је 15. јуна 1962. донео рјешење број ВЛ-03/01-3384/62 о називу школе „Петар Кочић”. Подручно одјељење Зелиња је основано 1918, Палежница Доња 1948, Палежница Горња 1960. и Сјенина 1983. године. Најстарија сачувана документација о оснивању основне школе у Сјениној Ријеци је рјешење Министарства образовања, науке и културе Републике Српске број УП-I-202-500/92 од 30. априла 1993. Централна школа је реновирана 2000, а подручно одјељење Сјенина 2005. Окружни Привредни суд Добој је рјешењем о регистрацији 60-0-РЕГ-13-000 321 промјенио назив школе 20. јуна 2013. у јавна установа Основна школа „Петар Кочић” Сјенина Ријека. Уписани су у мрежу основних школа која је објављена у Службеном гласнику Републике Српске број 54/18 9. августа 2018. Одлука је допуњена у Службеном гласнику Републике Српске број 81/18 19. јуна исте године.